# Bahnhof Neunkirchen (Kr Siegen)
Der Bahnhof Neunkirchen (Kr Siegen) ist ein Bahnhof der gleichnamigen Gemeinde im südlichen Siegerland in Nordrhein-Westfalen. Er befindet sich an der Bahnstrecke Betzdorf–Haiger (Hellertalbahn) und ist eine von drei Stationen des Personenverkehrs in Neunkirchen.

## Geschichte
Die Bauarbeiten für den Bahnhof begannen im Jahre 1859. 1861 wurde er einschließlich des Bahnhofsgebäudes fertiggestellt und der Betrieb aufgenommen.
Der Bahnhof verfügte über einen Güterschuppen und eine Verladerampe.
Das abgerissene Bahnhofsgebäude beherbergte Dienstwohnungen im Obergeschoss, eine Gepäckabfertigung, einen beheizten Warteraum und einen Fahrkartenschalter.
Im Güterverkehr war der Bahnhof aufgrund der Verbindung mit zahlreichen Eisenerz-Minen in der Umgebung Neunkirchens von zentraler Bedeutung.

## Betrieb
| Linie | Linienverlauf | Takt    | Regelgleis |
| ----- | --- | ------- | ---------- |
| RB 96 | Hellertal-Bahn: Betzdorf (Sieg) – Grünebacherhütte – Grünebach Ort – Sassenroth – Königstollen – Herdorf – Struthütten – Altenseelbach – Neunkirchen (Kr Siegen) – Wahlbach (Kr Siegen) – Burbach (Kr Siegen) – Würgendorf (Ort) – Würgendorf – Holzhausen (Kr Siegen) – Niederdresselndorf – Allendorf (Dillkr) – Haiger Obertor – Haiger – Sechshelden – Dillenburg Stand: Fahrplanwechsel Dezember 2021 | 120 min | 1          |

Der Bahnhof Neunkirchen (Kr Siegen) wird durch die Regionalbahnlinie 96 (Betzdorf (Sieg) – Herdorf – Neunkirchen – Haiger – Dillenburg) bedient, welche auch als Hellertalbahn bezeichnet wird.

## Busverkehr
Am Bahnhofsvorplatz befindet sich eine Bushaltestelle für Regionalbusse der Verkehrsbetriebe Westfalen-Süd, der Bahnhof liegt im Gebiet der Verkehrsgemeinschaft Westfalen-Süd sowie des Westfalentarifs.

## Kritik
Kritik wurde in der Presse an mangelnder Infrastruktur, unschönem Erscheinungsbild, trister Umgebung, gelagerten Containern, fehlender Wegbeschilderung ins Neunkirchener Zentrum sowie fehlender Parkplätze und Fahrradabstellplätze geäußert, obwohl ausreichend Platz zur Errichtung dieser vorhanden wäre.